# Tōru Muranishi
Tōru Muranishi (村西とおる, Muranishi Tōru, né le 9 septembre 1948) est un réalisateur précurseur et controversé de vidéos japonaises pour adultes (AV). Connu au Japon comme « l'empereur du porno »,, il a été crédité comme l'un des créateurs du style quasi-documentaire que l'on retrouve dans les AV japonais, un genre qui est resté populaire tout au long de l'histoire de l'industrie pour adultes au Japon. Il a été appelé "le plus pervers des vieux pervers de l'industrie" dans un article du Tokyo Journal de 1992 par Kjell Fornander

## Biographie
Tōru Muranishi est né dans la préfecture de Fukushima au Japon. Après avoir obtenu son diplôme d'études secondaires, Muranishi a déménagé à Tokyo où il a vendu des encyclopédies. Il s'est ensuite impliqué dans l'édition de livres et l'industrie du divertissement.

### Cristal-Eizou
Muranishi a rejoint le tout nouveau studio de production vidéo pour adultes Crystal-Eizou fin 1984 et a commencé à réaliser des films peu de temps après. Muranishi est reconnue pour avoir lancé la carrière de l'une des premières superstars du porno, Kaoru Kuroki qui a fait ses débuts à Crystal-Eizou en octobre 1986. Parmi les développements pionniers de Muranishi à Crystal-Eizou figuraient sa série Face Shower (顔面シャワー, Ganmen Shawā)  qui aboutissait en éjaculation faciale, la série Fuck Lunch (駅弁ファック, Ekiben Fakku) qui faisait la satire des programmes télévisés contemporains axés sur la nourriture, et le Conch Shell (ホラ貝, Hora Kai) : des vidéos où l'actrice soufflait dans un coquillage en forme de conque (comme dans certains rituels bouddhistes) pour signifier qu'elle avait atteint l'orgasme,.
Muranishi a eu de nombreux démêlés avec la justice au cours de sa carrière, ayant été condamné sept fois pour des infractions pénales,. Pendant son séjour à Crystal-Eizou, en juin 1986, Muranishi a été arrêté pour avoir enfreint la loi japonaise Child Welfare Act (児童福祉法, Jidō Fukushi Hō)  en utilisant une actrice mineure dans des vidéos.Plus tard la même année, Muranishi a amené une équipe à Hawaï lors d'une "session légendaire" où il a filmé 30 vidéos en 30 jours. Muranishi a fait venir par avion une quinzaine d'actrices du Japon pour le tournage et, en décembre 1986, a été arrêté à Hawaï pour violation de passeport et inculpé en vertu de la loi Mann. Il a été libéré en juillet de l'année suivante. Muranishi a de nouveau été arrêté et condamné à une amende pour avoir utilisé une actrice de 17 ans en août 1988.

### Diamond Visual
En septembre 1988, Muranishi quitta Crystal-Eizou pour former sa propre société, Diamond Visual (ダイヤモンド映像, Daiyamondo Eizō),. Selon Kjell Fornander, Diamond Visual était "un géant de la vidéo qui a amené le porno à de nouvelles limites et souvent au-delà". Sa star de Crystal-Eizou, Kaoru Kuroki, a également travaillé avec lui chez Diamond Visual et en février 1989, une nouvelle star, Kimiko Matsuzaka, a fait ses débuts avec la société. Matsuzaka et sa large poitrine a contribué au "Big Bust boom", un développement sans précédent des films adultes japonais aux gros seins et ont contribué à assurer le succès de Diamond Visual. Au début des années 1990, Diamond Visual était "la plus grande société de production AV" et Muranishi déclarait que la société avait des ventes annuelles de 10 milliards de yens (environ 80 millions de dollars). Muranishi s'est également aventuré dans le domaine érotique du film rose et a réalisé en décembre 1990, le film Daikyonyuu: Noshikakaru (大巨乳　のしかかる) pour la société de production Xces avec ses deux stars de Diamond Visual, Kaoru Kuroki et Kimiko Matsuzaka. L'année suivante, il écrit le scénario d'un autre film Matsuzaka, Daikyonyuu : Kaikan Shibori (大巨乳　快感絞り), publié en mars 1991 par Xces. Malgré sa popularité, Diamond Visual a fait faillite en 1992 avec des dettes de 5 milliards de yens (environ 40 millions de dollars) et Muranishi a dû modifier considérablement son style de vie, passant d'une maison de luxe et Rolls-Royce à péniblement pouvoir s'offrir un appartement,,.

### Carrière ultérieure
Muranishi, qui prétend avoir eu des relations sexuelles avec 7000 femmes et produit quelque 3000 vidéos pour adultes, est resté dans l'industrie du divertissement pour adultes après l'effondrement de Diamond Visual et a rapidement diffusé sur sa propre chaîne de télévision par satellite, produisant environ 15 films par mois. avec lui-même comme producteur, réalisateur, caméraman et star. Cette entreprise s'est également effondrée et Muranishi s'est de nouveau endetté.
Muranishi a fait l'objet d'un documentaire télévisé britannique sur Channel 4 The Sex Shogun of Shinjuku, qui fait partie de la série spéciale 1995 Without Walls. Le programme a exploré "les exploits du principal pornographe japonais Touru Muranishi" et s'est penché sur le genre documentaire porno avec "du vrai sexe avec de vraies femmes dans de vrais endroits",. Le programme a ensuite été publié (en 1997) au format VHS avec un autre programme sous le nom de Red Light Zone.
En tant qu'acteur, Muranishi est apparu en l'an 2000 dans le film Renshin Joshikousei Patty (恋身女子校生パティ), produit en Direct-to-video par la société Soft On Demand, qui mettait en vedette l'actrice principale de SOD, Kurumi Morishita.
Muranishi est également un écrivain prolifique à la fois en ligne et sur papier. Il a contribué à un blog sur le site Web du fournisseur AV japonais DMM, http://blog.dmm.co.jp/kouhou/muranishi_tohru/, un autre blog, http://blog.muranishi-ch.com/new/news/blog .cgi, sur son propre site Web, et une série d'articles remontant à 2005 sur http://www.policejapan.com/contents/list_muranishi.html. Il a également publié un certain nombre de livres dont le Grade Book de Toru Muranishi (村西とおるの閻魔帳), une collection de 400 pages de matériel de ses blogs publié par Cosmos Books (コスモの本) en mars 2010  (ISBN 4906380905).
En février et mars 2007, Takara Visual a publié une collection en quatre volumes des œuvres de Muranishi de 1999 à 2001.
Muranishi a fait l'objet d'un film documentaire Tōru Muranishi: It Is Nice d'Akira Takatsuki qui a été projeté au New Directors Film Festival à Tokyo en novembre 2014. Le film, qui tire son nom de l'une des premières vidéos de Muranishi pour Crystal-Eizou, a remporté un prix spécial au festival.
Muranishi a également servi de base à la série semi-biographique The Naked Director qui a été créée sur Netflix le 8 août 2019. Muranishi a été joué par l'acteur Takayuki Yamada. Le 15 août 2019, Netflix a renouvelé la série pour une deuxième saison,,. Le 24 juin 2021, Netflix a publié la deuxième saison de The Naked Director, sans projet de troisième saison dans un avenir prévisible,.